# Prionolabis lipophleps
Prionolabis lipophleps is een tweevleugelige uit de familie steltmuggen (Limoniidae). De soort komt voor in het Palearctisch gebied.